# Андреас Шіфферер
Андреас Шіфферер  (нім. Andreas Schifferer; нар. 3 серпня 1974) — австрійський гірськолижник, олімпійський медаліст.

## Виступи на Олімпіадах
| Олімпіада           | Дисципліна              | Місце |
| ------------------- | ----------------------- | ----- |
| Нагано 1998         | швидкісний спуск        | 7     |
| Нагано 1998         | супергігантський слалом | 19T   |
| Солт-Лейк-Сіті 2002 | супергігантський слалом | 3     |